# Romeo and Juliet (pjesma)
"Romeo and Juliet" pjesma je britanskog rock sastava Dire Straits, koja se prvi put pojavila na albumu Making Movies iz 1980., a potom je objavljena i godinu poslije. Pjesma se nalazi također i na koncertnim albumima Alchemy: Dire Straits Live i On the Night, a kasnije i na duplom koncertnom albumu Real Live Roadrunning s Emmylou Harris.
Naziv pjesme aludira na istoimeni Shakespeareov komad, promatran iz kuta dvoje mladih ljubavnika.
Navodno je Knopfler dobio nadahnuće za pjesmu poslije raspada veze s Holly Vincent, pjevačicom u Holly and the Italians. Dio teksta "Now you just say, oh Romeo, yeah, you know I used to have a scene with him." preuzet je iz jednog intervjua s Holly neposredno poslije njihova razlaza – "What happened was that I had a scene with Mark Knopfler and it got to the point where he couldn't handle it and we split up". Knopfler je to teško primio.

## Obrade
- Amy Ray iz Indigo Girls na albumu Rites of Passage. (1992.)
- Cliff Eberhardt na albumu Mona Lisa Café. (1995.)
- Michael Braunfeld na albumu Steel City. (1997.)
- Edwin McCain na albumu The Austin Sessions. (2003.)
- Monte Montgomery na live albumu New & Approved. (2003.)
- Matt Nathanson na albumu At the Point. (2006.)
- The Killers na albumu Sawdust. (2007.)
- Steve Knightley na albumu Cruel River. (2007.)